# Streptomyces
Streptomyces là chi lớn nhất của ngành Actinobacteria và là một chi thuộc nhánh streptomycetaceae. Có hơn 500 loài vi khuẩn Streptomyces đã được mô tả. Giống như hầu hết các Actinobacteria khác, Streptomyces là vi khuẩn Gram dương, có bộ gen với tỉ lệ GC% cao. Vi khuẩn này được tìm thấy chủ yếu trong đất và thảm thực vật mục nát. Streptomyces sinh bào tử, tạo mùi đặc trưng, là kết quả từ sản sinh geosmin trong quá trình chuyển hóa các chất. Streptomyces được nghiên cứu rộng rãi và được biết đến nhiều nhất là chi của họ xạ khuẩn (Actinomyces). Streptomyces thường sống ở đất có vai trò là vi sinh vật phân hủy rất quan trọng. Chủng vi sinh này sản xuất hơn một nửa số thuốc kháng sinh trên thế giới và đó là sản phẩm có giá trị lớn trong lĩnh vực y tế.

## Cấu trúc bộ gen
Toàn bộ bộ gen của Streptomyces coelicolor đã được xác lập trình tự từ tháng 7 năm 2001. Các nhiễm sắc thể tuyến tính là 8.667.507 bp dài và được dự đoán sẽ có 7.825 gen, khoảng gấp đôi so với vi khuẩn thường sống tự do, và đó là bộ gen lớn nhất của vi khuẩn đã được lập trình tự. Các nhiễm sắc thể tuyến tính lập lại từ một nguồn gốc trung tâm. Nhiễm sắc thể đơn lẻ cũng có một cấu trúc telomere độc đáo.
Trong quá trình nhân rộng đuôi 5’ của nhiễm sắc thể vẫn chưa đầy đủ, dẫn đến một dải đơn của RNA ở hai đầu. (Goshi et al.). Streptomyces avermitilis cũng được sắp xếp trình tự gene vào tháng 10 năm 2001. Nó dài 9.025.658, và có 7.575 ORFs. Sinh vật này là một nhà sản xuất nổi tiếng của avermectin - chất chống ký sinh được sử dụng rộng rãi để loại bỏ giun sán có trong vật nuôi, côn trùng và để bảo vệ số lượng lớn động vật sống ở Châu Phi cận Sahara. Ngoài ra, còn có hai dự án về bộ gen cho Streptomyces scabiei và Streptomyces ambofaciens.

## Cấu trúc tế bào và trao đổi chất
Streptomyces có cấu trúc giống nấm và một số người lầm tưởng Streptomyces là nấm. Nhánh của chúng có sự sắp xếp của các tế bào hình sợi thành một mạng lưới gọi là sợi nấm. Chúng có thể chuyển hóa các hợp chất khác nhau bao gồm: đường, rượu, amino acid, và các hợp chất thơm bằng cách sản xuất các enzyme thủy phân ngoại bào. Do gen của chúng lớn nên trao đổi chất của chúng cũng đa dạng, trong đó có hàng trăm nhân tố phiên mã kiểm soát biểu hiện gene, cho phép chúng đáp ứng nhu cầu cụ thể.

## Vòng đời
Streptomyces có chu kỳ sống phức tạp bao gồm: hình thành các bào tử và các loại tế bào khác. Thông thường, một bào tử nảy mầm trong điều kiện phải có chất nền để tạo ra thực vật hoặc các sợi nấm. Điều này bao gồm một mạng lưới các nhánh sợi nấm mọc lên và cắm vào bề mặt để hấp thu được chất dinh dưỡng.
Đáng chú ý, vài phân vùng có vách trong bề mặt sợi nấm. Kết quả là, nhiều bản sao của bộ gen được chứa trong "một tế bào".
Khi các chất dinh dưỡng đang khan hiếm (hoặc để đáp ứng với các tín hiệu khác), một số sợi nấm bắt đầu phát triển ra khỏi bề mặt và ra ngoài không khí. Trong các loại mới của sợi nấm, vách phân vùng được hình thành thường xuyên hơn. Đồng thời, các sợi nấm bề mặt bị một quá trình chết tế bào theo chương trình và nội dung của nó được tái sử dụng bởi các sợi nấm phát triển. Cuối cùng,, quá trình phân vùng đầy đủ và năng suất dây chuyền đẹp của bào tử. Mỗi bào tử có chứa một bản sao của bộ gen. 

### Bào tử của Streptomyces
Streptomyces và họ hàng của nó đã trở nên phổ biến nhờ vào khả năng sản xuất ra các chế phẩm như:
- Thuốc kháng sinh (antibacterials): streptomycin, erythromycin, tetracyclin, neomycin, chloramphenicol, vancomycin, gentamicin.
- Thuốc kháng nấm: nystatin, amphotericin.
- Thuốc chống ung thư: doxorubicin, bleomycin, mitomycin.
- Ức chế miễn dịch: rapamycin.
- Thuốc diệt cỏ: bialaphos.

Quá trình sinh tổng hợp của các hợp chất này khá khó khăn. Quy định một cách cẩn thận với các quá trình của sự phân lập tế bào, bắt đầu trong việc chuyển đổi sang sợi nấm trên môi trường thạch hoặc trong giai đoạn cuối theo cấp số nhân (trong các môi trường nuôi cấy lỏng).
Tuy nhiên, trong điều kiện phòng thí nghiệm tiêu chuẩn, việc sản xuất các chất chuyển hóa không cần thiết cho Streptomyces là đột biến thiếu khả năng sản xuất các hợp chất khả thi và không bị suy giảm trong quá trình tăng trưởng.
Vì có cấu trúc tế bào nấm trong tế bào của chúng, nên cũng giống như nấm, streptomyces cũng có chu kì đời sống phức tạp. Trong giai đoạn tăng trưởng phát triển DNA Streptomyces có sự nhân rộng diễn ra mà không có sự phân chia tế bào, tạo cấu trúc sợi như đề cập trước đó. Streptomyces tải nạp và phân tán thông qua việc hình thành các bào tử, bào tử nấm được gọi là conidia, sau thời kì sinh trưởng, sinh dưỡng. Các bào tử được sản xuất trên không thể gọi là bào tử sợi, các bào tử đó sinh trưởng trên vật chủ. Bởi vì chu kỳ sống phức tạp của Streptomyces tương tự như của sinh vật chuẩn đa bào, nó cho phép các nhà nghiên cứu dễ dàng nghiên cứu sự phát triển của các hệ thống phức tạp này bằng cách sử dụng một hệ thống đơn giản hơn để giải thích.

### Sự sinh trưởng của Streptomyces
Sự so sánh giữa Streptomyces và nấm.
- Các điểm tương đồng được tìm thấy giữa Streptomyces và nấm là kết quả của tiến hóa hội tụ, thích nghi với môi trường tương tự như hoại sinh vi sinh vật đất.
- Có sự khác biệt quan trọng ở cấp độ tế bào và phân tử giữa nấm (sinh vật nhân chuẩn) và vi khuẩn (sinh vật nhân sơ).
- Streptomyces sinh vật là vi khuẩn (Eubacteria).
- Streptomyces có chu kỳ sống phức tạp bao gồm hình thành các bào tử và các loại tế bào khác.

## Sinh thái học
Streptomyces được tìm thấy trên toàn thế giới, nhất là trong đất. Thông qua sự tiết chất hóa học gọi là geosmens…, do đó chúng đóng một vai trò quan trọng trong sự phân giải các chất hữu cơ, thường có nhiều trong các đống phân ủ.
Một vài loài của chúng có liên quan đến quan hệ cộng sinh với loài kiến chi Attini. Kiến Attini được ứng dụng để trồng nấm, chúng sống tại các vườn nấm. Chúng thực hiện tất cả các hoạt động như người nông dân: làm cỏ và nuôi dưỡng.

## Ứng dụng

### Vai trò Streptomyces
Chế phẩm chiết xuất từ sự lên men của xạ khuẩn
Chi Streptomyces là giống xạ khuẩn bậc cao được Wakman và Henrici đặt tên năm 1943. Đây là chi có số lượng loài được mô tả lớn nhất. Các đại diện này có HSKS và HSCC phát triển theo hướng phân nhánh. Đường kính sợi xạ khuẩn dài 1 – 10 µm, khuẩn lạc thường không lớn và có đường kính khoảng 1 – 5mm. Khuẩn lạc có cấu trúc chắc, dạng màng mọc đâm sâu vào cơ chất. Bề mặt xạ khuẩn thường được phủ bằng KTKS dạng nhung, dày hơn cơ chất, đôi khi có tính kị nước.
Khuẩn lạc của Streptomyces sp trên môi trường agar.
Xạ khuẩn chi Streptomyces sinh sản vô tính bằng bào tử. Trên thành sợi khí sinh thành cuống sinh bào tử và chuỗi bào tử. Cuống sinh bào tử có nhiều dạng khác nhau tùy loài: thẳng, lượn sóng xoắn, có móc, vòng,….
Bào tử được hình thành trên cuống sinh bào tử bằng 2 phương pháp: phân đoạn và cắt khúc. Bào tử xạ khuẩn có hình bầu dục, hình lăng trụ, hình cầu với đường kính khoảng 1,5 µm. Màng tế bào có thể nhẵn, gai khối u, nếp nhăn…. tùy thuộc vào loài xạ khuẩn và môi trường nuôi cấy.
Thường trên môi trường có nguồn đạm vô cơ và glucose thì bào tử thể hiện đặc điểm rất rõ. Màu sắc của khuẩn lạc và hệ sinh khí cũng rất khác nhau tùy theo nhóm Streptomyces, màu sắc này cũng có thể biến đổi khi nuôi cấy trên môi trường khác nhau.
Các loài xạ khuẩn thuộc chi Streptomyces có cấu tạo giống vi khuẩn gram (+), hiếu khí, dị dưỡng các chất hữu cơ. Nhiệt độ tối ưu thường là 25 – 300C, pH tối ưu 6,5 – 8,0. Một số loài có thể phát triển ở nhiệt độ cao hơn hoặc thấp hơn (xạ khuẩn ưa nhiệt và ưa lạnh).
Xạ khuẩn chi này có khả năng tạo thành số lượng lớn các chất kháng sinh ức chế vi khuẩn, nấm sợi và các tế bào ung thư, virus và động vật nguyên sinh.

### Kháng sinh.
Chất kháng sinh là chất có nguồn gốc từ thiên nhiên và các sản phẩm cải biến của chúng bằng con đường hóa học có khả năng tác dụng chọn lọc với sự phát triển của vi sinh vật, tế bào ung thư ở ngay nồng độ thấp (theo định nghĩa của Outchinnikov)
Người đầu tiên đặt nền móng cho chất kháng sinh là Alexander Fleming – Nhà sinh vật học người Anh, đã phát hiện ra penixilin vào tháng 10 năm 1928. Năm 1945 A.Fleming, E. Chain và H. W. Florey đã được nhận giải thưởng Nobel vì đã khám phá ra giá trị to lớn của penixillin mở ra kỉ nguyên, mới trong y học – kỉ nguyên kháng sinh.
Năm 1999, kháng sinh lospomal HA – 92 ra đời, được tách chiết từ xạ khuẩn Streptomyces CDRLL – 312 tác dụng ngăn chặn cholesterol, tăng sức đề kháng đối với các chất độc của chuột, ngoài ra kháng sinh này còn có hoạt tính chống nấm gây bệnh mạnh.
Tại Nhật năm 2003, yatakemycin đã được tách chiết từ xạ khuẩn Streptomyces sp. TP – A0356 bằng phương pháp sắc ký cột. Kháng sinh này có khả năng kiềm hãm sự phát triển của nấm Aspergillus và Candida albicans. Chất này còn có khả năng chống lại càc tế bào ung thư có giá trị Mic là 0,01 – 0,3 mg/ml.
Tại Hàn Quốc năm 2007 phân lập được loài xạ khuẩn Streptomyces sp. C684 sinh kháng sinh laidlomycin, chất này có thể tiêu diệt cả những tụ cầu đã kháng methicillin và các cầu khuẩn kháng vancomycin.
Một trong những đặc điểm quan trọng nhất của xạ khuẩn là khả năng hình thành kháng sinh. Trong số 8000 kháng sinh hiện nay thì trên thế giới có trên 80% là có nguồn gốc từ xạ khuẩn
Các kháng sinh có nguồn gốc từ xạ khuẩn có tính phổ kháng khá rộng. Là kháng sinh có tính chất chọn lọc. Khả năng kháng khuẩn của kháng sinh là một đặc điểm quan trọng để phân loại xạ khuẩn.
Nhiều chủng xạ khuẩn có khả năng tổng hợp đồng thời 2 hay nhiều chất kháng sinh có cấu trúc hóa học và có tác dụng tương tự nhau. Quá trình sinh tổng hợp kháng sinh phụ thuộc vào cơ chế điều chỉnh đa gene, ngoài các gene chịu trách nhiệm tổng hợp kháng sinh, còn có các enzyme chịu trách nhiệm tổng hợp các tiền chất và cofactor.
Các chất kháng sinh trong bảo vệ thực vật trên thế giới đã điều tra nghiên cứu tình hình sử dụng kháng sinh trong việc ngăn chặn các bệnh bảo vệ thực vật. Tuy còn ở mức thấp nhưng đã thu được những thành tựu nhất định trong nền công nghiệp hiện đại. Sự đối kháng giữa các vi sinh vật trong đất là cơ sở của biện pháp sinh học phòng chống bệnh cây. Sự có mặt của xạ khuẩn đối kháng trong đẩt làm giảm rõ rệt tỉ lệ mắc bệnh của cây. Thông thường một loại xạ khuẩn đối kháng có thể ức chế một vài loại nấm gây bệnh nhưng có những loài hoạt động rộng có thể ức chế nhiều tác nhân gây bệnh có trong đất.
Không phải tất cả có hoạt tính kháng nấm in vitro đều thể hiện trong đất (khoảng 4 – 5 %) nhưng chúng có vai trò quan trọng trong việc ức chế nấm gây bệnh và ngăn ngừa khả năng nhiễm bệnh cho cây. Đây là quy luật cân bằng sinh học trong tự nhiên. Nếu sự cân bằng mất đi, lập tứ sẽ nảy sinh ra bệnh khi trong đất có mầm gây bệnh. Xạ khuẩn chống nấm ngoài việc tiết kháng sinh, còn tác dụng lên khu hệ VSV thông qua các enzyme phân giải. Ngoài ra, nhiều xạ khuẩn còn tiết ra chất sinh trưởng thực vật cũng như kích thích các khu hệ vi sinh vật có lợi trong vùng rễ.
Các chất kháng sinh có nguồn gốc xạ khuẩn trong phòng trừ nấm gây bệnh thực vật.
Để tránh dịch bệnh trong nông nghiệp, người ta còn có thể sử dụng một số biện pháp kĩ thuật, như thay đổi cơ cấu cây trồng, mùa vụ. Tuy nhiên biện pháp này gây xáo trộn hệ sinh thái đồng ruộng tạo điều kiện phát sinh một số bệnh mà trước đây ít gặp. Việc tuyển chọn các dòng cây kháng bệnh này cũng chỉ được vài năm, sau đó các tác nhân gây bệnh lại kháng lại.
Việc sử dụng kháng sinh trong trồng trọt nhằm mục đích như chống bệnh do nấm gây ra trên rau quả và cây trồng, chống bệnh do vi khuẩn gây ra, diệt côn trùng và cỏ dại…. Kiềm chế các bệnh thực vật sinh ra từ đẩt. So với thuốc hóa học, dùng các CKS trong bảo vệ thực vật vừa có tác dụng nhanh, dễ phân hủy, có tác dụng chọn lọc cao, độ độc thấp không gây ô nhiễm môi trường, còn có khả năng ức chế các vi sinh vật đã kháng thuốc hóa học. CKS và dịch lên men các chủng CKS còn dùng xử lý các hạt giống với mục đích tiêu diệt nguồn bệnh ở bên ngoài và trong hạt, diệt bệnh cả ở các bộ phận nằm trên đất của cây và khử trùng đất.
Năm 2002 tại Ấn Độ đã phân lập được chủng Streptomyces sp. 201 có khả năng sinh kháng sinh mới là z - methylheptyl iso- nicotinate, chất kháng sinh này có khả năng kháng được nhiều loại nấm gây bệnh như Furasium oxysporum, F. solina…..
Ở Việt Nam cũng sử dụng nhiều chế phẩm kháng sinh trong bảo vệ thực nhập khẩu từ Trung Quốc hay Nhật Bản và đã phân lập được một số chủng xạ khuẩn có khả năng chống Pyricularia oryae gây bệnh đạo ôn và F. oxysporum gây bệnh thối rễ ở thực vật. Tuy nhiên việc sử dụng CKS trong lĩnh vực bảo vệ thực vật ở nước ta còn ở mức độ thấp bởi tập quán canh tác chỉ quen dùng một số hóa chất bảo vệ thực vật nhất định.
Ngoài ra, các chế phẩm sinh học chưa phù hợp với điều kiện sản xuất các chế phẩm sinh học của người nông dân. Do đó, cần có sự phối hợp thống nhất trong việc nghiên cứu, sản xuất các chế phẩm phòng trị sinh học với việc truyền thông, xây dựng phương pháp canh tác mới nhằm thu được hiệu quả to lớn trong phòng chống dịch bệnh, nâng cao năng suất cây trồng và hiệu quả kinh tế đồng thời bảo vệ môi trường và sức khỏe con người.
Hơn 50 loại thuốc kháng sinh khác nhau đã được phân lập từ loài Streptomyces, bao gồm: streptomycin, chloramphenicol, neomycin và tetracycline.

## Đại diện.

### Streptomyces coelicolor
Các vành màu xanh xung quanh Streptomyces coelicolor là do tiết actinorhodin, một kháng sinh (chưa được sử dụng trên lâm sàng).
Streptomyces được sử dụng để sản xuất phần lớn các thuốc kháng sinh và thú y, áp dụng trong y học của con người và trong nông nghiệp, cũng như các chất chống ký sinh, chất diệt cỏ, dược chất chuyển hóa hoạt động (ví dụ: Thuốc ức chế miễn dịch) và một số enzym quan trọng trong thực phẩm và một số ngành công nghiệp khác.
Chúng cũng là loài duy nhất trong số vi khuẩn có sợi nấm, hình thành bào tử trong chu kì sống, trong đó có việc quy định phức tạp của các biểu hiện gene trong không gian và thời gian.(3)
Làm cơ sở cho công tác này là một cuộc điều tra liên tục của di truyền học cơ bản của streptomycetes và các yếu tố phụ kiện di truyền của nó và phát triển các kỹ thuật và thao tác phân tích di truyền.
Tất cả các nghiên cứu dưới đây là trung tâm của sự hiểu biết của Streptomyces là phức tạp, sự khác biệt hệ thống sinh chất di truyền cũng như để sản xuất thuốc kháng sinh và các sản phẩm có giá trị khác(4)

### Streptomyces sản xuất protein dị thể trong dược sinh học
Việc sản xuất thương mại protein chữa bệnh hoặc chẩn đoán vi sinh vật tái tổ hợp được quan tâm đáng kể.
Một số hệ thống sản xuất protein của vi khuẩn đã được phát triển.
Một số chi của các vi khuẩn Gram dương đang được thử nghiệm như là vật chủ lưu trữ để sản xuất protein dị do khả năng tiết ra các protein có hiệu quả trong môi trường nuôi cấy.
Trong số đó là chi Streptomyces nhiều kể từ khi các loài của nó được biết là tiết ra một lượng protein cao.
Vì sự vắng mặt của một hệ thống hạn chế, thay đổi rộng lớn, hoạt động của protease hạn chế và sự sẵn có của hệ thống vector thích hợp, Streptomyces lividans được chọn lựa cho việc tiết của các protein dị.
Các kết quả trình bày cho thấy, rằng lividans có thể hoạt động như một vật chủ lưu trữ thú vị để sản xuất một số protein hữu ích cho một số bệnh quan trọng trong ngành thương mại dược phẩm trên toàn thế giới như là: ung thư, miễn dịch học, bệnh tim mạch và các bệnh truyền nhiễm.